# طفيل اختياري

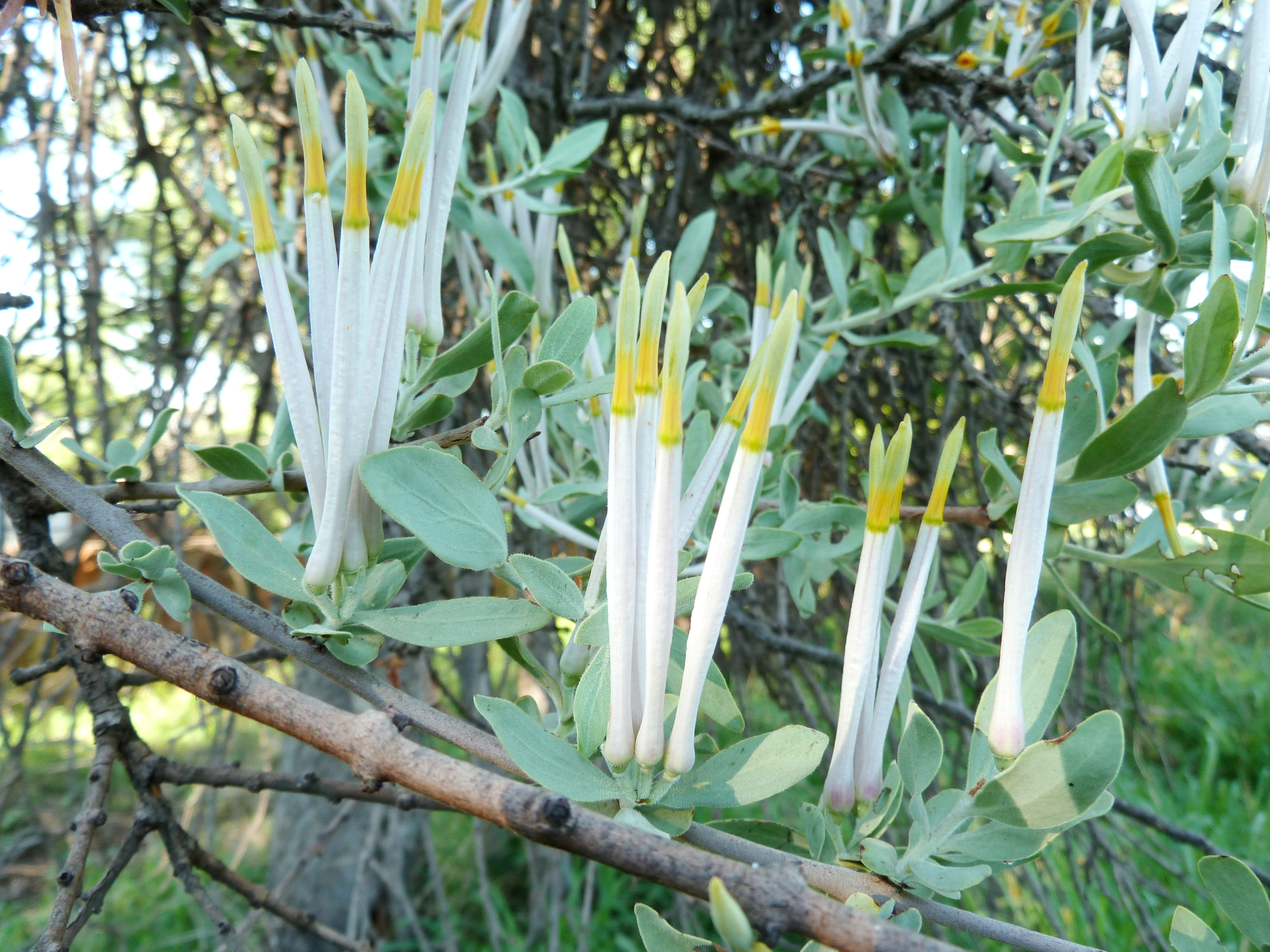

الطفيل الاختياري هو متعضية تلجأ إلى القيام بأنشطة التطفل، لكنها لا تعتمد بشكل مطلق على أي عائل (أحياء) لاستكمال دورة حياة (أحياء).
ثمة أمثلة لحالات من التطفل الاختياري التي تحدث بين العديد من أنواع الفطريات، مثل الأنواع التي تنتمي لفائلة الفطر العسلي. تتطفل أنواع الأرميلاريا على الأشجار الحية، لكن إذا ماتت الشجرة، سواء كان ذلك بسبب العدوى الفطرية أو لسبب آخر، فإن الفطر يستمر في أكل الخشب دون الحاجة إلى نشاطٍ طفيلي. بعض الأنواع يمكنها أن تلتهم الخشب الميت بدون نشاط طفيلي على الإطلاق. على هذا النحو، على الرغم من كونها عوامل بيئية هامة في عملية دورة المغذيات بواسطة التحلل الميكروبي، إلا أن الفطريات تصبح آفات في دورها كعوامل هدامة لتعفن الخشب. .
بالمثل، يمكن أن تنمو النباتات الخضرائ في بعض الأجناس مثل الخرخاشة وكولبون بشكلٍ مستقل عن أي كائن مضيف، لكنها قد تتصرف بطريقة انتهازية كطفيليات جذرية اختيارية على النباتات الخضراء المجاورة.
من الحيوانات، تعيش أنواع "Kleptoparasitism" بشكلٍ عام عن طريق الصيد لأنفسها أو التقمم لكن سرقة الطفعام من الحيوانات الأخرى يكون أجدى لها سواء كان المضيفمن نفس النوع أو من نوعٍ آخر. يحدث مثل هذا التصرف بين الأسود والضباع على سبيل المثال، وبين بعض أنواع الحشرات كذباب ابن آوى.
بشكل أكثر تقارباً، قد تعيش الميكروبات الحية في الغالب كطفيليات اختيارية على كائنات حية أخرى.
أما من الأمثلة الأخرى في حياة الإنسان فتجد النيجلرية الدجاجية. فهذه الأنواع من أمبيبيات الحركة هي مفترسات حية على الميكروبات، لكنها تصيب البشر بالعديد من الطفيليات الداخلية اختيارياً.